# Demostración matemática

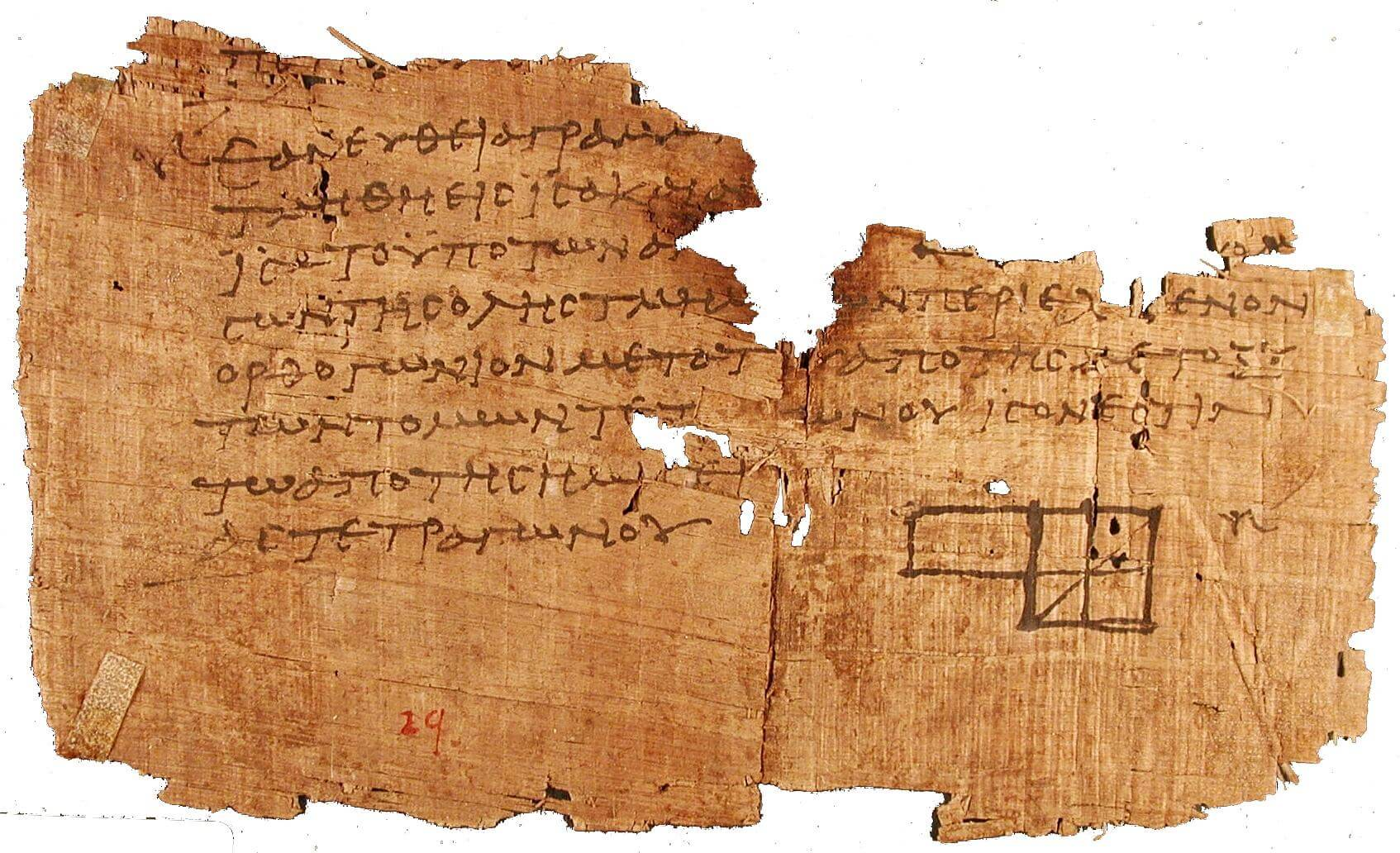
Uno de los fragmentos más antiguos de Elementos de Euclides, un libro de texto utilizado durante miles de años para enseñar técnicas de demostración de escritura. El diagrama acompaña el Libro II, Proposición 5.1.

En matemáticas, una demostración  o bien una prueba es un argumento deductivo para asegurar la verdad de una  proposición matemática. En la argumentación se pueden usar otras afirmaciones previamente establecidas, tales como teoremas o bien las afirmaciones iniciales o axiomas. En principio una demostración se puede rastrear hasta afirmaciones generalmente aceptadas, conocidas como axiomas. Las demostraciones son ejemplos de razonamiento deductivo y se distinguen de argumentos inductivos o empíricos; una demostración debe demostrar que una afirmación es siempre verdadera (ocasionalmente al listar todos los casos posibles y mostrar que es válida en cada uno), más que enumerar muchos casos confirmatorios. Una afirmación no probada que se cree verdadera se conoce como conjetura.
Las demostraciones emplean la lógica pero normalmente incluyen una buena parte de lenguaje natural, el cual usualmente admite alguna ambigüedad. De hecho, la gran mayoría de las demostraciones en las matemáticas escritas puede ser considerada como aplicaciones de lógica informal rigurosa. Las demostraciones puramente formales, escritas en lenguaje simbólico en lugar de lenguaje natural, se consideran en teoría de la demostración. La distinción entre demostraciones formales e informales ha llevado a examinar la lógica matemática histórica y actual, el cuasi-empirismo matemático y el formalismo matemático. La filosofía de las matemáticas concierne al rol del lenguaje y la lógica en las demostraciones, y en las matemáticas como lenguaje.
El hecho de no conocer ninguna demostración de un teorema no implica su no veracidad; solo la demostración de la negación de este resultado implica que es falso.

## Etimología e historia

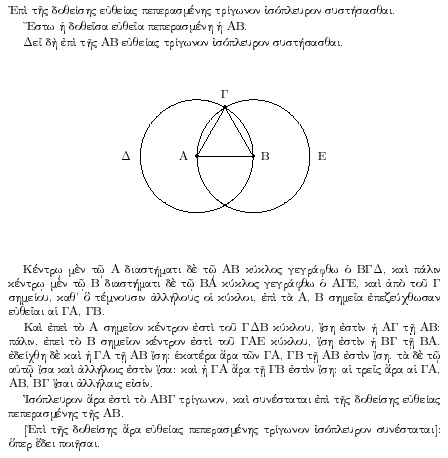
Demostración escrita por Euclides en sus Elementos.

La palabra «prueba» viene del latín probare, que significa ‘probar’. Palabras modernas relacionadas son las palabras españolas «probar» (‘degustar’, ‘oler’ o ‘ensayar’), «probidad», «probo» (o «proba») y «probabilidad», la palabra alemana probieren (‘intentar’), la italiana probare (‘intentar’) y las palabras inglesas probe y probation. El uso temprano del término inglés probity (‘probidad’) significaba ‘presentación de evidencia legal’. Una persona de autoridad ―que en general era cualquier persona con mucho dinero― se decía que era una persona «proba», y su evidencia pesaba más que cualquier otro testimonio o demostración empírica.
Los argumentos de plausibilidad que usaban recursos heurísticos tales como imágenes y analogías precedieron a la demostración matemática estricta. Es probable que la idea de demostrar una conclusión se mostrara primero en conexión con la geometría, la cual originalmente significaba ‘medida de la tierra’ o agrimensura. El desarrollo de la demostración matemática es el producto primario de la matemática Griega antigua, y uno de sus más grandes logros. Tales de Mileto (624-546 a. C.) demostró algunos teoremas en geometría. Eudoxo (408-355 a. C.) y Teeteto (417-369 a. C.) formularon teoremas pero no los demostraron. Aristóteles (384-322 a. C.) dijo que las definiciones debían describir el concepto a definir en términos de otros conceptos ya conocidos. Las demostraciones en matemáticas fueron revolucionadas por Euclides (300 a. C.), quien introdujo el método axiomático que aún se usa en la actualidad, empezando con términos indefinidos y axiomas (proposiciones concernientes a los términos indefinidos asumidas como evidentemente ciertas, vienen del griego axios, que significa ‘valioso’), y usaba estos para probar teoremas usando lógica deductiva. Su libro, los elementos, fue leído por cualquiera que se considerara educado en el occidente hasta mediados del siglo XX.
En adición a los teoremas familiares en geometría, tales como el teorema de Pitágoras, los elementos incluyen una demostración de que la raíz cuadrada de dos es irracional y de que hay infinitos números primos.
Avances posteriores tomaron lugar en las matemáticas medievales Islámicas. Mientras que las demostraciones griegas tempranas eran sobre todo demostraciones geométricas, el desarrollo de la aritmética y el álgebra por los matemáticos Islámicos permitió demostraciones más generales que no dependían de la geometría. En el siglo X d. C., el matemático iraquí Al-Hashim dio a proveer demostraciones generales para números (más que demostraciones geométricas) al considerar multiplicación y división entre otros «por líneas». Usaba este método para proveer una demostración de la existencia de números irracionales.
Una demostración inductiva para secuencias aritméticas fue introducida en el Al-Fakhri (1000 d. C.) por Al-Karaji, quien la usó para probar el teorema del binomio y propiedades del triángulo de Pascal. Alhazen también desarrolló el método de demostración por contradicción, como el primer intento de probar el postulado euclidiano de las paralelas.
La teoría moderna de demostraciones trata a las demostraciones como estructuras de datos definidas inductivamente. Ya no se asume que los axiomas son «ciertos» en ningún sentido; esto permite que se creen teorías matemáticas paralelas en conjuntos alternos de axiomas (véase Teoría axiomática de conjuntos y geometría no euclidiana como ejemplos).

## Naturaleza y propósito
Como se había dicho, una demostración se escribe en lenguaje natural, siendo esta un argumento riguroso con propósito de convencer a la audiencia de la veracidad de una afirmación o definición. El rigor estándar no es absoluto y ha variado a través de la historia. Una demostración puede ser presentada en formas diferentes dependiendo de la audiencia esperada. Con el fin de ganar aceptación, una demostración tiene que cumplir parámetros comunes de rigor; un argumento considerado vago o incompleto ha de ser rechazado.
El concepto de una demostración se formaliza en el campo de la lógica matemática. Una demostración formal se escribe en lenguaje formal en vez de lenguaje natural. Una demostración formal se define como una secuencia de fórmulas en un lenguaje formal en la cual cada fórmula es una consecuencia lógica de las precedentes. Tener una definición de demostración formal hace el concepto de demostración ameno de estudiar. De hecho, el campo de teoría de demostraciones estudia las demostraciones formales y sus propiedades, por ejemplo, la propiedad de una afirmación de tener una demostración formal. Una aplicación de la teoría de demostraciones es la de mostrar que ciertas afirmaciones indecidibles no pueden tener demostración.
Se supone que la definición de demostración formal está para capturar el concepto de la demostración tal como se escribe en la práctica de la matemática. La sonoridad de esta definición descansa en la creencia de que una demostración publicada puede, en principio, ser convertida en una demostración formal. De todos modos, fuera del campo de los asistentes automáticos para demostraciones, esto se hace raramente en la práctica. Una pregunta clásica de la filosofía pregunta si las demostraciones matemáticas son analíticas o sintéticas. Kant, quien introdujo la distinción entre analíticos y sintéticos, creía que las demostraciones en matemáticas son sintéticas.
Las demostraciones pueden ser vistas como objetos estéticos, admiradas por su belleza matemática. El matemático Paul Erdős describió las demostraciones que consideraba particularmente elegantes como venidas de El Libro, un texto hipotético que supuestamente contiene los métodos más hermosos de probar cada teorema. El ensayo Las demostraciones de «El libro», publicado en 2009, presenta 32 demostraciones que sus editores encuentran particularmente satisfactorias.

## Métodos de demostración
Aunque en general no existe un procedimiento único de demostración de tesis, sí existen diferentes tipos de demostraciones que son utilizados comúnmente en matemáticas:
- Demostración por contraposición (formalizado y utilizado en los silogismos por Aristóteles).
- Demostración por reducción al absurdo (formalizado y utilizado por Aristóteles) y, como caso particular, descenso infinito
- Inducción matemática
- Inducción fuerte

Por otra parte, a pesar del alto grado de intervención humana necesario para hacer una demostración, también existen técnicas computacionales que permiten hacer demostraciones automáticas, notablemente en el campo de la geometría euclidiana.

### Demostración directa
Se plantea una proposición, en la forma «si p, entonces q», donde p se denomina hipótesis (condición suficiente) y q se llama tesis o conclusión (condición necesaria). Por ejemplo, si llueve, la pista está mojada; esto es que una condición suficiente para que se moje la pista, es que llueva. Y si llueve, necesariamente se moja la pista. En el contexto matemático, de la verdad de la hipótesis se llega a la verdad de la conclusión, usando proposiciones cuya certeza se conoce previamente.
En la demostración directa, la conclusión se establece al combinar lógicamente los axiomas, definiciones, y teoremas previos. Por ejemplo, la demostración directa puede ser usada para establecer que la suma de dos enteros pares es siempre par:
Considere dos enteros pares x e y. Como son pares, pueden ser escritos como x = 2a e y = 2b, respectivamente, para enteros a y b. Luego la suma x + y = 2a + 2b = 2(a+b). Por lo tanto x+y tiene un factor de 2 y, por definición, es par. Por lo tanto la suma de dos enteros pares es par.
Esta demostración usa la definición de enteros pares, las propiedades de los enteros para la clausura bajo la adición y la multiplicación, y la distributividad.
También un teorema se puede enunciar en la forma «p si y sólo si q», que conlleva dos enunciados «si..., entonces». Se prueba «si p..., entonces q» y además, «si q..., entonces p». Como ejemplo, {\displaystyle a} es un número impar si y solo si {\displaystyle a+1} es par. Enunciados de esta índole, en la práctica, pueden demostrarse directamente los dos o bien por reducción al absurdo. Lo importante es el enlace bicondicional.

### Demostración por el principio de inducción matemática
La inducción matemática no es una forma de razonamiento inductivo. En una demostración por inducción matemática se demuestra un único «caso base» y también una «regla de inducción», la cual establece que un cierto caso implica el siguiente. Aplicando la regla de inducción repetidamente, empezando del caso base independientemente probado, demostración muchos, a veces infinitos en número, otros casos. Como el caso base es verdadero, el infinito de los otros casos debe también serlo, incluso si todos ellos no pueden ser probados directamente dada su infinitud. Un subconjunto de inducción es infinitamente descendiente. El descenso infinito puede ser usado para probar la irracionalidad de la raíz cuadrada de dos.
Una aplicación común de la inducción matemática es la de probar que una propiedad conocida por mantenerse para un número se mantiene para todos los naturales:
Sea N = {1,2,3,4,...} el conjunto de los números naturales,y P(n) la afirmación matemática que involucra al número natural n que pertenece a N tal que:
-  (i)  P(1) es verdadero, p.e., P(n) es verdadero para n = 1.

-  (ii)  P(n+1) es verdadero donde sea que P(n) sea verdadero, p.e., P(n) es verdadero implica que P(n+1) es verdadero.

- Por lo tanto P(n) es verdadero para todos los números naturales n.

Por ejemplo, podemos probar por inducción que todos los enteros de la forma 2n + 1 son impares:
-  (i)  Para n = 1, 2n + 1 = 2(1) + 1 = 3, y 3 es impar. Luego P(1) es verdadero.

-  (ii)  Para 2n + 1 para algún n, 2(n+1) + 1 = (2n+1) + 2. Si 2n + 1 es impar, luego (2n+1) + 2 debe ser impar, porque añadir 2 a un número impar da un número impar. Así que P(n+1) es verdadero si P(n) es verdadero.

Por lo tanto 2n + 1 es impar, para todos los números naturales n.
Es común decir «demostración por inducción» en vez de «demostración por inducción matemática».

### Demostración por contraposición
La demostración por contraposición infiere la conclusión «si el evento p implica el evento q, entonces no evento q implica no evento p », o, matemáticamente:
{\displaystyle (p\Rightarrow q)\Rightarrow (no\;q\Rightarrow no\;p)}
La afirmación «si no q, entonces no p» se llama la contrapositiva de la afirmación de «si p, entonces q».
Un ejemplo lógico no matemático puede ser el siguiente: imaginemos que un restaurante ofrece en su menú paella todos los jueves. Es decir, el evento «jueves» implica el evento «paella». Puede ser que vayamos un lunes y haya paella, o puede ser que vayamos un martes y no la halla, pero lo que sabemos seguro es que todos los jueves hay paella. De todas las posibles conclusiones lógicas que se derivan de la anterior afirmación, solo una de ellas es cierta: que si vamos un día y no hay paella, entonces seguro que no es jueves. O dicho de otro modo, «no paella» implica «no jueves».
Un ejemplo matemático: la contraposición se puede usar para establecer que si a² es impar, entonces a es impar. Es evidente que a par implica a² par (si multiplicamos un número par por él mismo, obtenemos otro número par). Por lo tanto, podemos afirmar que si a² no es par, entonces a tampoco lo es. O dicho de otro modo, si a² es impar, entonces a es impar.
En el sistema de los números reales se tiene el teorema «si {\displaystyle ab=0}, entonces {\displaystyle a=0} o {\displaystyle b=0}», que conlleva la proposición contrapositiva «si {\displaystyle a\neq 0} y {\displaystyle b\neq 0} entonces {\displaystyle ab\neq 0} ».

### Demostración por reducción al absurdo
En la demostración por contradicción (también conocida como reductio ad absurdum, que significa ‘por reducción al absurdo’ en latín), se muestra que si cierta afirmación es verdadera, ocurre una contradicción lógica, por tanto esa afirmación es falsa. Un ejemplo famoso de demostración por contradicción muestra que {\displaystyle {\sqrt {2}}} es un número irracional:
Supóngase que {\displaystyle {\sqrt {2}}} es un número racional, así por definición {\displaystyle {\sqrt {2}}={a \over b}} donde a y b son dos enteros diferentes de cero sin factores comunes. Por tanto, {\displaystyle {{\sqrt {2}}b}=a}. Elevando al cuadrado ambos lados se tiene que {\displaystyle 2b^{2}=a^{2}}. Como 2 divide al lado izquierdo, también debe dividir al lado derecho (de otra forma, un número par equivaldría a un número non). Así, {\displaystyle a^{2}} es par, lo cual implica que {\displaystyle a} debe ser también par. Así que podemos escribir {\displaystyle a=2c}, donde c también es entero. Sustituyendo en la ecuación original tenemos {\displaystyle 2b^{2}=(2c)^{2}=4c^{2}}. Dividiendo a ambos lados por 2 tenemos {\displaystyle b^{2}=2c^{2}}. Pero entonces, por el mismo argumento de antes, 2 divide a {\displaystyle b^{2}}, entonces b debe ser par. De todas maneras, si a y b son ambos enteros, comparten un factor, que es 2. Esto contradice nuestra asunción, así que nos vemos forzados a concluir que {\displaystyle {\sqrt {2}}} es un número irracional.

### Demostración constructiva o por construcción
La Demostración por construcción, o demostración por ejemplo, es la construcción de un ejemplo concreto con una propiedad específica para mostrar que algo que posea esa propiedad existe. Joseph Liouville, por ejemplo, probó la existencia de los números trascendentes construyendo un ejemplo explícito. También puede ser usado para construir un contraejemplo para probar que no es cierta la proposición de que todos los elementos tienen una cierta propiedad.
Esta forma de demostración fue aplicada por Cantor para probar que el conjunto de los números reales es no numerable. El esquema demostrativo parte de la hipótesis de que todos los números reales pueden ser enumerados y dispuestos en una sucesión, y se construye luego un número real que no figura en tal sucesión. Salta una contradicción con la hipótesis inicial , que asumía que todos los números reales estaban incluidos en la sucesión. De aquí que la hipótesis de la enumeración de los números reales resulta absurda; de modo que hipótesis contraria, esto es, la proposición de Cantor de que el conjunto de los números reales no es numerable queda probada.

### Demostración por exhaustividad
En la demostración por exhaustividad, la conclusión se establece al dividirla en un número finito de casos y probarlos cada uno por separado. El número de casos a veces puede ser muy grande. Por ejemplo, la primera demostración del teorema de los cuatro colores fue una demostración por exhaustividad con 1936 casos. Esta demostración fue controvertida pues la mayoría de los casos fueron verificados con un programa de computador y no a mano. La demostración conocida más corta del teorema de los cuatro colores fue de 2011 y todavía tiene más de 600 casos.

### Demostración probabilística
Una demostración probabilística es una en la cual se muestra que un ejemplo existe, con certeza, usando métodos de la teoría de probabilidad. Esto no se debe confundir con un argumento de que un teorema es 'probablemente' cierto. Este tipo de razonamiento puede ser llamado un «argumento de plausibilidad» y no conlleva una demostración. En el caso de la conjetura de Collatz está claro que tan lejos está eso de ser una demostración genuina.
La demostración probabilística, como la demostración por construcción, es una de las muchas formas de demostrar teoremas de existencia.

### Demostración por combinatoria
Una demostración por combinatoria establece la equivalencia de expresiones diferentes al mostrar que cuentan para el mismo objeto en formas diferentes. A menudo se usa una biyección entre dos conjuntos para mostrar que las expresiones para sus dos tamaños son iguales. Alternativamente, un argumento de doble conteo provee dos expresiones diferentes para el tamaño de un solo conjunto, mostrando nuevamente que las dos expresiones son iguales.

### Demostración no constructiva
Una demostración no constructiva establece que un objeto matemático con una cierta propiedad existe sin explicar como tal objeto se puede encontrar. A menudo, estas toman la forma de una demostración por contradicción (reducción al absurdo) probando que si una proposición no fuese cierta, entonces conduciría a una contradicción. En contraste, una demostración constructiva establece que un objeto particular existe al proveer un método para encontrarlo.
Un ejemplo famoso de demostración no-constructiva muestra que existen dos números irracionales a y b tal que {\displaystyle a^{b}} es un número racional:
O bien {\displaystyle {\sqrt {2}}^{\sqrt {2}}} es un número racional y acabamos (tómese {\displaystyle a=b={\sqrt {2}}}), o {\displaystyle {\sqrt {2}}^{\sqrt {2}}} es irracional por lo que podemos escribir {\displaystyle a={\sqrt {2}}^{\sqrt {2}}} y {\displaystyle b={\sqrt {2}}}. Esto produce {\displaystyle \left({\sqrt {2}}^{\sqrt {2}}\right)^{\sqrt {2}}={\sqrt {2}}^{2}=2}, lo cual es un por tanto racional de la forma {\displaystyle a^{b}}.

### Pruebas estadísticas en matemáticas puras
La expresión «demostración estadística» puede ser usada técnica o coloquialmente en áreas de matemáticas puras, tales como las que involucran criptografía, series caóticas y teoría de números probabilística o analítica. No es tan comúnmente usada para referirse a una demostración matemática en el área de las matemáticas conocida como estadística matemática. Véase también la sección inferior de «demostración estadística con el uso de datos».

### Pruebas asistidas por computador
Hasta el siglo XX se asumía que cualquier demostración debía, en principio, ser revisada por un matemático competente para confirmar su validez. De todas formas, los ordenadores se usan ahora para probar teoremas y para hacer cálculos que para un humano o grupo de ellos serían muy largos de revisar; La primera demostración del teorema de los cuatro colores es un ejemplo de una demostración asistida por ordenador. Algunos matemáticos están preocupados de que la posibilidad de un error en un programa de computador o un error de ejecución en sus cálculos pueda afectar la validez de tales demostraciones asistidas por computador. En la práctica las posibilidades de un error que invalide una demostración asistida por computador pueden reducirse al incorporar redundancia y auto-revisiones en los cálculos, y al desarrollar enfoques y programas múltiples e independientes. Los errores tampoco podrán ser totalmente superados en caso de la verificación humana de una demostración, especialmente si la demostración contiene lenguaje natural y requiere un trasfondo matemático profundo.

## Afirmaciones indecidibles
Una sentencia que no es demostrable ni positiva ni negativamente desde un conjunto de axiomas se llama indecidible (desde esos axiomas). Un ejemplo es el postulado de las paralelas, el cual no es ni demostrable ni refutable desde los demás axiomas de la geometría euclidiana.
Los matemáticos han mostrado que hay muchas sentencias que no son ni demostrables ni refutables en la teoría de conjuntos de Zermelo-Fraenkel con el axioma de elección (ZFC), el sistema estándar de la teoría de conjuntos en matemáticas (asumiendo que ZFC es consistente); véase la lista de sentencias indecidibles en ZFC.
El primer teorema de la incompletitud de Gödel muestra que muchos sistemas axiomáticos de interés matemático tendrán sentencias indecidibles.

## Matemática heurística y experimental
Mientras que los matemáticos tempranos como Eudoxo de Cnidus no usaban demostraciones, a partir de Euclides hasta los desarrollos fundacionales de las matemáticas del tardío siglo XIX y XX, las demostraciones se convirtieron en una parte esencial de las matemáticas.
Con el incremento del poder computacional en los años sesenta, en la matemática experimental se empezó a realizar un trabajo significativo investigando objetos matemáticos fuera del marco de demostración-teorema.
Los pioneros tempranos de esos métodos pretendían que el trabajo finalmente se tradujera al clásico marco de trabajo demostración-teorema, por ejemplo, el desarrollo temprano de la geometría fractal, el cual fue finalmente muy apreciado.

## Conceptos relacionados

### Demostración visual
A pesar de no ser una demostración formal, una demostración visual de un teorema matemático es a veces llamada una «demostración sin palabras». La imagen de la izquierda mostrada abajo es un ejemplo de la histórica demostración visual del Teorema de Pitágoras en el caso del triángulo de lados con medidas (3,4,5).

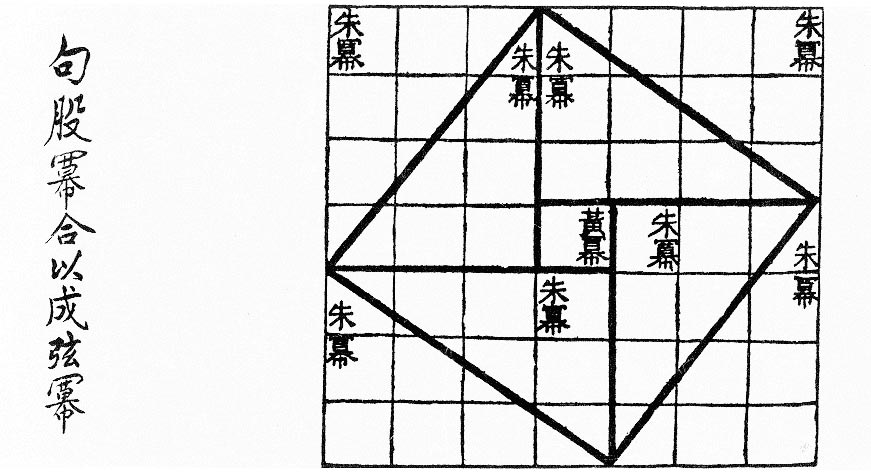
Demostración visual para el triángulo de lados (3, 4, 5) tal como aparece en el Chou Pei Suan Ching 500–200 BC.
Demostración visual animada del teorema de Pitágoras por reacomodación.
Una segunda demostración animada del teorema de Pitágoras.

### Demostración elemental
Una demostración elemental es una demostración que solo usa técnicas básicas. El término se usa más específicamente en la teoría de números para referirse a las demostraciones que no hacen uso del análisis complejo. Por algún tiempo se pensaba que ciertos teoremas, como el teorema de los números primos, solo podría ser probado usando «matemáticas superiores». De todas formas, al pasar al tiempo, muchos de esos resultados pudieron ser nuevamente probados usando solo técnicas elementales.

### Demostración de dos columnas

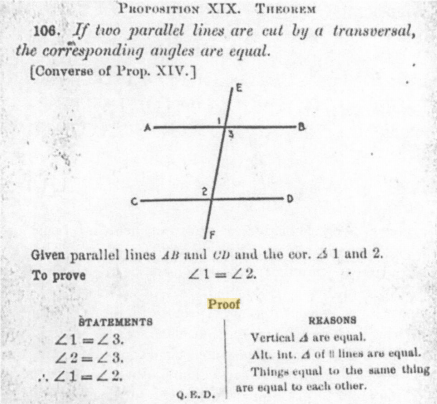
Una demostración de dos columnas publicada en 1913

Una forma particular de organizar una demostración, que usa dos columnas paralelas, se usa a menudo en las clases de geometría elemental en los EE. UU. La demostración se escribe como una serie de líneas en dos columnas. En cada línea, la columna izquierda contiene una proposición, mientras que la columna derecha contiene una corta explicación de como la proposición correspondiente de la columna izquierda es o bien un axioma, una hipótesis, o puede ser derivada lógicamente de las preposiciones anteriores. La columna izquierda es típicamente llamada «Afirmaciones» y la derecha, «Razones».

### Uso coloquial de "demostración matemática"
La expresión «demostración matemática» es usada popularmente para referirse a usar métodos matemáticos o discutir apoyándose en objetos matemáticos ―como números―, para demostrar algo de la vida diaria, o cuando los datos usados en una discusión son numéricos. A veces también significa «demostración estadística» (más abajo), especialmente cuando se usa para discutir con datos.

### Demostración estadística usando datos
La «demostración estadística» usando datos se refiere a la aplicación de la estadística, análisis de datos, o el análisis bayesiano para inferir proposiciones concernientes a la probabilidad de datos. Mientras se usa una demostración matemática para establecer teoremas en estadística, estas usualmente no son demostraciones matemáticas en sentido de que las asunciones de las que las sentencias en probabilidad se derivan requieren evidencia empírica de afuera de las matemáticas para verificarse. En la Física, en adición o métodos estadísticos, «demostración estadística» puede referirse a especializados métodos matemáticos de la física aplicados a analizar datos en a experimentos en física de partículas o estudios observacionales en cosmología. «Demostración estadística» también puede significar los datos sin trabajar o un diagrama convincente que usa datos, tal como los scatter plots, donde los datos o el diagrama convencen adecuadamente sin mayor análisis posterior.

### Pruebas de lógica inductiva y el análisis bayesiano
Las demostraciones que usan lógica inductiva, mientras son consideradas matemáticas en la naturaleza, buscan establecer proporciones con un grado de certeza, el cual actúa en forma similar a la probabilidad, y podría ser menos que una certeza. El análisis bayesiano establece aserciones tal como el grado de creencia subjetiva de la persona. La lógica inductiva no debe ser confundida con la inducción matemática.

### Pruebas como objetos mentales
El psicologismo ve las demostraciones matemáticas como objetos psicológicos o mentales. Filósofos de la matemática, tales como Leibniz, Gottlob Frege y Rudolf Carnap, intentaron desarrollar una semántica para lo que ellos consideraban era el lenguaje del pensamiento, donde los estándares de la demostración matemática pudiesen ser aplicados a la ciencia empírica.

### Influencias de los métodos matemáticos de demostración fuera de las matemáticas
Filósofos y matemáticos tales como Baruch Spinoza intentaron formular argumentos filosóficos en un estilo axiomático, donde los estándares de la demostración matemática pudieran ser aplicados en la argumentación filosófica general. Otros filósofos y matemáticos intentaron usar los estándares de la demostración matemática y la razón, sin empirismo, tales como el argumento del cogito de Descartes.

## Fin de una demostración
Algunas veces, la abreviación QED se escribe para indicar el fin de una demostración. Esta abreviación significa quod erat demonstrandum, lo cual en latín quiere decir ‘lo que se quería demostrar’. Una alternativa más común es usar un cuadrado o un rectángulo, tales como □ o ∎, conocidos como tombstone o halmos (por su epónimo Paul Halmos). A menudo, «lo que se quería demostrar» se escribe verbalmente al escribir QED, □, o ∎ en una presentación oral sobre una pizarra.

## Información adicional
Ejemplo de una demostración por contradicción
Llamada también demostración al absurdo
Demostración de la afirmación {\displaystyle 1>0\,}
Antes de demostrar esto debemos tener claro que existen ciertos axiomas que nos permitirán, en este caso, demostrar nuestra afirmación. Dado que nos basaremos en axiomas, tenemos que nuestra demostración (siendo cada paso lógico correcto) es verdadera.
- Usaremos los siguientes axiomas de los números reales:

Ax1. {\displaystyle 1\not =0\,}
Ax2. Si {\displaystyle a>b\,} y {\displaystyle c<0\,}, con a,b,c reales. Entonces {\displaystyle ac<bc\,}
Asumidos ciertos estos axiomas podemos comenzar con nuestra demostración. Supongamos por un momento, contrariamente a lo esperado que, {\displaystyle 1<0\,} y veamos que llegamos a una contradicción. Puesto que
{\displaystyle 1<0\,}, aplicando el axioma Ax2 al multiplicar por 1 (que es menor que cero), tenemos que
{\displaystyle 1>0\,}, lo cual es una contradicción.
Como nuestra hipótesis era que {\displaystyle 1<0\,}, y esta es falsa, lo único que ahora podemos decir es que {\displaystyle 0\leq 1}. Pero el axioma Ax1 dice que la única posibilidad donde no existe contradicción es que efectivamente {\displaystyle 1\not =0\,}
Luego
{\displaystyle 1>0\,}
Razonamiento
Es claro que lo que debemos tener es una contradicción. Para ello, primero debemos plantear una hipótesis, y comprobar si es cierta o no. De no serla nos conducirá a una contradicción. Debe tenerse claro que nuestra hipótesis comienza cuando se dice que 1 es menor que cero y no en los axiomas mencionados anteriormente (porque estos están ya demostrados o bien, asumidos ciertos y no requieren, por lo tanto, mayor análisis). Como sabemos que la afirmación "'1 es menor que cero" es falsa, debiéramos llegar a una contradicción. Pero no basta solo con saberlo, ya que debe ser demostrado.
Nuestra hipótesis fue que uno era menor que cero y, luego de ciertos pasos lógicos correctos usando los axiomas, concluimos que uno era mayor que cero, lo cual claramente no puede ser cierto, ya que por la ley de tricotomía, dos números reales deben cumplir una y solo una de las siguientes relaciones
{\displaystyle x>y\,}; {\displaystyle x<y\,} o bien {\displaystyle x=y\,},
pero nunca dos ni tres juntas.
Luego, como nuestra hipótesis nos conduce a una contradicción, es falsa, y debemos considerar todas las posibilidades, menos esa. Esto es: como uno no es menor que cero, debe, necesariamente, ser mayor o igual que este (cero). Pero el axioma primero dice que uno es distinto de cero, por lo que solo queda la opción de que 1 sea mayor que cero
Razonamiento incorrecto
Un error común entre quienes comienzan el estudio de estas materias, es el de pensar que han llegado a una contradicción sin haberlo hecho. Por ejemplo:
Suponen que
{\displaystyle 1<0\,}, Luego sumando (-1) a ambos lados
{\displaystyle 0<{-1}\,} lo cual es una contradicción ya que {\displaystyle 0>{-1}\,}.
Este razonamiento tiene un error, ya que no llegamos a una contradicción.
Nuestra hipótesis era que 1 era menor que cero y por lo tanto, con los procedimientos realizados {\displaystyle 1<0<{-1}\,}, que es verdadero. En esta caso, la afirmación {\displaystyle 0>{-1}\,} es falsa.
Nótese que para llegar a una contradicción debemos tener lo siguiente:
- Una afirmación P (en nuestra hipótesis) que diga que esta es cierta.
- Una conclusión que diga que P es falsa.

Claramente, ninguna afirmación puede cumplir con esto. En lógica, esto la afirmación sería:
P es cierta y ~P es cierta, que se lee «P es cierta y no P es cierta».
Ejemplo de una demostración por inducción
Demostrar que
{\displaystyle \sum _{k=1}^{n}{\frac {1}{k(k+1)}}={\frac {n}{n+1}}}
 Demostración 
- Debemos comprobar si la afirmación es cierta para {\displaystyle {\mathit {n=1}}\,\!}, ya que la sumatoria parte desde {\displaystyle {\mathit {k=1}}\,\!}.

Sea {\displaystyle {\mathit {n=1}}\,\!}, entonces
{\displaystyle \sum _{k=1}^{1}{\frac {1}{k(k+1)}}={\frac {1}{1+1}}={\frac {1}{2}}}.
y la afirmación es cierta para {\displaystyle {\mathit {n=1}}\,\!}.
- Supongamos ahora, que la afirmación es cierta para un {\displaystyle {\mathit {n>1}}\,\!} fijo, y veamos que sucede para {\displaystyle {\mathit {n+1}}\,\!}.

Por propiedad de las sumatorias tenemos que
{\displaystyle \sum _{k=1}^{n+1}{\frac {1}{k(k+1)}}=\sum _{k=1}^{n}{\frac {1}{k(k+1)}}+\sum _{k=n+1}^{n+1}{\frac {1}{k(k+1)}}}
como la afirmación es cierta para {\displaystyle {\mathit {n}}\,\!}, tenemos que
{\displaystyle \sum _{k=1}^{n+1}{\frac {1}{k(k+1)}}={\frac {n}{n+1}}+{\frac {1}{(n+1)(n+2)}}}
ordenando
{\displaystyle \sum _{k=1}^{n+1}{\frac {1}{k(k+1)}}={\frac {n(n+2)+1}{(n+1)(n+2)}}}
{\displaystyle \sum _{k=1}^{n+1}{\frac {1}{k(k+1)}}={\frac {n^{2}+2n+1}{(n+1)(n+2)}}}
{\displaystyle \sum _{k=1}^{n+1}{\frac {1}{k(k+1)}}={\frac {(n+1)^{2}}{(n+1)(n+2)}}}
como {\displaystyle {\mathit {n}}\,\!} es distinto de {\displaystyle {\mathit {(-1)}}\,\!}, podemos simplificar y
{\displaystyle \sum _{k=1}^{n+1}{\frac {1}{k(k+1)}}={\frac {(n+1)}{(n+1)+1}}}
que es lo que queríamos demostrar.
Así, la afirmación también es verdadera para {\displaystyle {\mathit {n+1}}\,\!}.
Luego, la afirmación es cierta para todo {\displaystyle n\in \mathbb {N} }.
Razonamiento
El principio de Inducción dice que dada una afirmación {\displaystyle {\mathit {P(n)}}\,\!}, esta es cierta solo si se cumple que
- {\displaystyle {\mathit {P(1)}}\,\!} es cierta
- Si {\displaystyle {\mathit {P(n)}}\,\!} es cierta, entonces {\displaystyle {\mathit {P(n+1)}}\,\!} también lo es.

Entonces, como nuestro {\displaystyle {\mathit {P(n)}}\,\!} es lo que queremos demostrar, debemos ver si es cierta para su primer término. En este caso para {\displaystyle {\mathit {n=1}}\,\!}.
Nótese que no necesariamente nos debe quedar 1 en la sumatoria. Lo que nos indica el {\displaystyle {\mathit {P(1)}}\,\!} es que debemos ver si es cierta para el primer término.
Como la afirmación se cumplía para {\displaystyle {\mathit {n=1}}\,\!}, el paso siguiente era ver si, asumida cierta para {\displaystyle {\mathit {n}}\,\!}, se cumplía para {\displaystyle {\mathit {n+1}}\,\!}.
Así entonces, usamos lo que queremos ver si es cierto en el único miembro de la izquierda de nuestra ecuación. Luego aplicando propiedades de la sumatoria, podemos descomponer la sumatoria en partes y dejar lo que sabemos que es cierto, separado de lo que se puede aplicar por definición.
Sabemos que es cierto para {\displaystyle {\mathit {n}}\,\!}, por lo tanto el primer miembro del lado derecho lo podemos sustituir, mientras que al segundo miembro solo aplicamos la definición de sumatoria.
Luego, sumando las fracciones y agrupando, concluimos que el primer miembro del lado izquierdo de nuestra ecuación, se puede expresar como lo que queremos demostrar. Por lo tanto, concluimos que la afirmación es cierta para {\displaystyle {\mathit {n+1}}\,\!}. 
Definición formal
En lógica matemática y en lógica proposicional, una demostración es una secuencia finita de fórmulas lógicas bien formadas:

{\displaystyle F_{1},\dots ,F_{n}}

tales que cada Fi es o bien un axioma o bien un teorema que se deduce de dos fórmulas anteriores Fj y Fk (tales que j<i y k<i) mediante una regla de deducción válida. Es decir,

{\displaystyle \forall F_{i}:(F_{i}\ {\mbox{es un axioma}})\lor (\exists F_{j},F_{k}:\ \ F_{i}\ {\mbox{se deduce de}}\ F_{j},F_{k}\ {\mbox{con}}\ j,k<i)}

Dada una demostración como la anterior si el elemento final Fn no es un axioma entonces es un teorema. Desde el punto de vista de los lenguajes formales el conjunto de teoremas demostrables coincide con el conjunto de secuencias de fórmulas bien formadas sintácticamente bien formadas.